# Yury Mukhin Ignat'evich
Yury Mukhin Ignat'evich (Kiev, 22 de março de 1949) é um jornalista e escritor ucraniano.
Tem publicações sobre a Teoria do controle, a história da União Soviética, e apoia várias teorias da conspiração. Autor de filmes documentais sobre a história da URSS e questões sócio-políticas, obras de arte.
Diretor-Geral do "Centro de Jornalismo Independente", o editor-chefe do jornal "Duelo" entre 1995 e maio de 2009, e do jornal "Às barricatas!" até Setembro de 2009, que continua a tradição de "Duel".

## Biografia
Em 1973 graduou-se no Instituto Metalúrgica de Dnepropetrovsk (Academia Nacional de Metalúrgia da Ucrânia).
Entre 1973 e 1995 trabalhou em uma planta industrial no Cazaquistão, ocupando os cargos de engenheiro e de director-adjunto (a partir de 1987). Autor de mais de 30 invenções, artigos em revistas científicas e técnicas. Não aderiu ao Partido Comunista. Baseado em sua experiência como gerente desenvolveu um novo conceito de governança denominado delokratiya em 1993.
Sua atividade política teve início dos anos 1990, colaborando com o jornal "Dia" (agora denominado "Amanhã") até 1994, quando ocorreu uma cisão da Frente de Salvação Nacional.
Em 1995 a fábrica onde trabalhava foi vendida para uma empresa japonesa. Yury Mukhin entrou em conflito com os novos proprietários da fábrica e transferiu-se do Cazaquistão para Moscou, onde no final do mesmo ano, fundou o jornal "Duelo", sendo o editor-chefe e colaborador regular até maio de 2009. Após o fim do jornal "Duelo", passou a ser editor-chefe do jornal "Às barricatas".
Autor de inúmeros artigos, várias dezenas de livros e panfletos sobre temas sociais e históricos, escreveu uma série de livros sobre a Segunda Guerra Mundial, editados pela Eksmo. Fundador e líder da organização pública "A Vontade do Exército do Povo". Fundador da Fundação Delokratiya .
Em 10 de março de 2010 foi um dos que encabeçaram (assinatura nº 7) o manifesto "Putin deve ir".
Sua esposa é professora da disciplina tecnologia de materiais, seu filho é engenheiro e trabalha junto com sua filha que é mestre em arquitetura.

## Jornalismo
Em suas obras Yury Mukhin defende teses não convencionais. O autor elabora as suas próprias teses, mas também apoia teses que podem ser classificadas como teoria da conspiração.
Entre as principais ideias apoiadas por Yuri Mukhin encontram-se:
- Delokratiya: o principal critério para avaliar qualquer trabalho desenvolvido no setor produtivo é o interesse do consumidor e não a obediência à hierarquia das empresas;
- O primeiro presidente da Rússia Boris Yeltsin morreu em 1996 e até 2007 foi substituído por um sósia;
- Oficiais poloneses em Katyn foram mortos pelos ocupantes alemães em 1941;
- Uma das causas principais das grandes baixas no Exército Vermelho na campanha de verão de 1941 foram as deficiências da comunicação no exército soviético, em contraste com a Wehrmacht;
- Beria foi fuzilado sem julgamento, como resultado de uma conspiração do grupo de Khrushchev;
- O culto à personalidade de Stalin foi criado pela nomenclatura do partido, amplificando a autoridade pessoal de Stalin;
- A repressão decorre da participação direta de Stalin e Beria, e foi justificada (questão discutida principalmente no livro "Assassinato de Stalin e Beria");
- Stalin procurou transformar o Partido Comunista em uma organização social de tipo espiritual e educacional, semelhante às organizações religiosas;
- A ordem para colocar as tropas em estado de prontidão para o combate total ao ataque alemão foi dada por Stálin, em tempo hábil em 18 de junho de 1941, mas sabotado os generais;
- Lysenko tinha razão em todos os pontos principais de sua teoria, e seus oponentes eram charlatões pseudo-científicos;
- A principal causa do Holodomor na Ucrânia e no Kuban foi a destruição de animais de tração (bois);
- Agências de inteligência de diferentes países, devido à corrupção e falta de controles adequados, tendem a transformar-se em entidades criminosas, como no caso de 11 de setembro de 2001, que  segundo Mukhin foi realizado pela CIA;
- Os americanos nunca pousaram na Lua dentro do programa Apollo,[2] a URSS não desmascarou esta farsa por temer que a CIA, em represália, abrisse informações sobre o papel nefasto da KGB em lidar com Stalin e Beria;
- A qualidade da formação de pessoal militar para a Grande Guerra Patriótica foi baixa, e isso em grande parte resultou em baixas desnecessárias durante a guerra;
- Deus não existe, mas todos os seres vivos têm "Espírito" - a base da mente animal, mas o homem, também tem a alma - a base da natureza humana, ambos os fenômenos do material, o Espírito se extingue com a cessação do metabolismo oxidativo, a "alma" ainda existe separada do corpo por um tempo indefinido; a existência póstuma da alma é decorrente da superação dos instintos animais em vida;
- os números de abates atribuídos aos ases alemães durante a Segunda Guerra Mundial, foi amplificado pela propaganda de Goebbels e pelos pilotos;
- Sobre questão a da  dimensão do Holocausto, defende a tese de uma provocação artificial de antissemitismo em vários países pelos  sionistas, a fim de acelerar a ida dos judeus para a Palestina e possibilitar a formação do Estado de Israel, tendo Hitler cooperado para este fim;
- Não foram as defesas aéreas da União Soviética que derrubara o Boeing 747 do Voo KAL-007" em 1 de setembro de 1983, mas pelos norte-americanos, tal evento não ocorreu não sobre a oeste da Ilha Sacalina, e na região de Niigata, A URSS, tendo em mãos provas disto, não fez acusações contra os Estados Unidos provavelmente porque, em represália a CIA teria revelado informações sobre o papel nefasto da KGB em lidar com Stalin e Beria.

## "Delokratiya"
Delokratiya - Mukhin desenvolveu o conceito de controle, significa literalmente "o poder para os que fazem" ao contrário da hierarquia (obediência aos superiores). De acordo com este conceito, todas as atividades dos artistas e líderes devem obedecer, em primeiro lugar aos objetivos das empresas, ao invés de instruções da gerência.
Em 1993 Mukhin Yuri publicou o livro "A Viagem da Democracia, a estrada de volta". Posteriormente, publicou uma edição revisada do livro intitulado "A Ciência de gestão de pessoas", e o trabalho "Viagem para o Estado do Sol" no jornal "Duelo", do qual era editor-chefe.
A ideia básica
A máxima eficácia de gestão requer o mínimo de burocracia, ou seja, cada trabalhador não deve ser guiado por regulamentos e instruções dos seus superiores, deve-se avaliar os resultados do trabalho, com base no estudo dos interesses do consumidor no produto ou serviço acabado ou semi-acabado.
No setor da indústria transformadora na deve existir um contabilidade de custos para cada empregado e não somente da empresa como um todo.
Deve haver um monitoramento efetuado pelos consumidores.
Delokratiya e o Poder Político
Na esfera do poder político, propõe que o objetivo do estado seja melhorar a vida das pessoas, não apenas em palavras, como muitas vezes se observa, por isso propõe lei que institua um tribunal do povo para julgar os governantes após a expiração dos mandatos, tendo como critério os resultados, declarando quem deve ser incentivado, quem não deve ser incentivado nem punido e quem deve ser punido com pena de prisão por um período equivalente ao seu mandato. Tal lei deve ser objeto de referendo.
Opiniões
O Autor de livros sobre administração Alexander Ivanovich Orlov considera a delokratiyu como uma das opções para a delegação de autoridade, como um método de contratação .
O conceito é apoiado pelo russo Vladimir Kucherenko, jornalista, que em seu livro "No Tsunami de 2010" (publicado sob o pseudônimo Maxim Kalashnikov), declara que a delokratiyu é um dos componentes que podem levar a Rússia à categoria de líderes do processo do mundo.
O conceito também recebe críticas positivas em um livro de análise escrito por Maxim Kalashnikov em colaboração com Yuri Krupnova.
Literatura
- Mukhin YI "A Viagem da Democracia, a estrada de volta" em russo - M.: Garth, 1993. —
- Mukhin YI Ciência da Gestão de Pessoas: Uma Declaração para Cada Um. em russo — Moscovo: Folium, 1995. — ISBN 5-900536-21-1
- Mukhin YI Viagem para o Estado do Sol . - Duelo, 2000.
- Orlov AI Administração em russo. - M.: Conhecimento, 1999.

## Processo Criminal
- O Tribunal Distrital de Moscou em veredicto de 18 junho de 2009 o condenou por chamamento para atividades extremistas usando a mídia, a dois anos de prisão (execução suspensa) e o proibiu de trabalhar como editor-chefe.